# Capsicum campylopodium
Capsicum campylopodium es una especie del género Capsicum de las solanáceas, originaria de los  estados de la región sureste de Brasil donde se encuentra silvestre y es endémico. Fue descrito por vez primera por Otto Sendtner

## Características
Capsicum campylopodium es un arbusto de 0,7 a 1,1 m de altura, con ramas filiformes, dicotómicas, estrechándose hacia el ápice, más bien escasas, una hoja en la dicotomía. Hojas enteras, aisladas; con 2 láminas de las cuales 2 laterales menores y 1 central mayor, de 10 × 3,5 cm, membranosas, translúcidas, lanceoladas, 3 hojas desiguales en tamaño en cada nodo, con un ápice acuminado, base aguda, camptódromas a campto-broquidódromas, veteado secundario con un espaciado uniforme; pecíolo de unos 5 cm de largo.
Las flores de 2 a 3 fasciculadas, axilares o aisladas en la dicotomía de las ramas, están en un pedúnculo de hasta 2 cm de largo, doblado en forma de rodilla, por lo que las flores se giran 90°. El cáliz 
campanulado, truncado. La corola de 8 mm es de color blanco y tiene manchas de color dorado en oleadas sucesivas. Los cinco estambres vienen en dos tamaños diferentes: de ellos tres estambres son más cortos que los otros dos. El estilo es de forma oblonga y se ensancha desde una base estrecha gradualmente a un extremo amplio. Los estigmas a la misma altura de los estambres. Anteras, oblongas, dehiscencia lateral longitudinal.
Los frutos son bayas esféricas, de color verde amarillento con cáliz persistente y se divide en dos cámaras. Contienen 1 semilla negruzca. Los cromosomas son 2n = 26.

## Sistemática
Las investigaciones genéticas de los cariotipos han encontrado una relación más estrecha de Capsicum campylopodium con Capsicum cornutum, Capsicum friburgense, Capsicum mirabile, Capsicum pereirae, Capsicum recurvatum, Capsicum schottianum y Capsicum villosum. Sin embargo, los resultados de las investigaciones son ambiguas, para inferir relaciones filogenéticas precisas dentro del grupo.

## Hábitat
La especie crece endémica en los estados surorientales brasileños,  sobre todo en Espírito Santo, Minas Gerais, Río de Janeiro y Santa Catarina en altitudes de 100 a 775 metros en el arbolado.

## Taxonomía
Capsicum campylopodium fue descrita por Sendtn. y el trabajo fue publicado en « Flora Brasiliensis 10: 144. 1846. (Fl. Bras.) »
Citología
- El número cromosómico del género Capsicum es de 2n=24, pero hay algunas especies silvestres con 26 cromosomas entre ellas C. campylopodium que tiene 13 parejas de cromosomas (otros capsicum tienen 12)[5][6]

Etimología
Capsicum: neologismo botánico moderno que deriva del vocablo latino capsŭla, ae, ‘caja’, ‘cápsula’, ‘arconcito’, diminutivo de capsa, -ae, del griego χάψα, con el mismo sentido, en alusión al fruto, que es un envoltorio casi vacío. En realidad, el fruto es una baya y no una cápsula en el sentido botánico del término.
campylopodium: epíteto latino, que significa cáliz truncado.
Variedades aceptadas
Sinonimia